# Development Media International
A Development Media International (DMI) é uma organização não governamental com ramos sem fins lucrativos e com fins lucrativos que "usam modelagem científica combinada com campanhas de média de massa para salvar o maior número de vidas da forma com maior custo-eficácia".

## Atividades
A DMI projeta e implementa campanhas de televisão e rádio em países em desenvolvimento para promover comportamentos saudáveis no público-alvo. Atualmente, o seu objetivo é concentrar-se na redução da mortalidade infantil evitável promovendo práticas como dormir sob mosquiteiros tratados, dar antibióticos às crianças quando elas têm pneumonia ou dar às pessoas terapia de reidratação oral.

### Questões de foco
A DMI está atualmente focada em mensagens que abordariam as principais causas de morte em países subdesenvolvidos. Considerando que o foco nos países desenvolvidos é a promoção de comportamentos saudáveis, como evitar o tabagismo ou segurança no trânsito, as doenças transmissíveis ainda são a principal causa de morte e morbilidade nos países subdesenvolvidos, e a mensagem pública da DMI visa encorajar as pessoas a tomar as medidas adequadas para prevenir e controlar a propagação destas doenças. As suas principais questões de foco são:
- Planeamento familiar
- Sobrevivência materna
- Sobrevivência do recém-nascido
- Sobrevivência infantil
- Nutrição
- Higiene
- Doenças tropicais negligenciadas

### Países de foco
A DMI lançou uma iniciativa de angariação de fundos chamada Media Million Lives, que visa lançar campanhas nacionais de média para reduzir a mortalidade infantil e materna em dez países africanos de alta carga. A DMI trabalhou com a Escola de Higiene e Medicina Tropical de Londres para desenvolver um modelo matemático para prever o número de vidas com menos de cinco anos que podem ser salvas a cada ano executando campanhas de média nacional em vários países africanos. O modelo prevê que essas campanhas podem reduzir a mortalidade de menores de cinco anos em até 23%. Alguns exemplos de estimativas do número anual de vidas de menores de cinco anos salvas incluem:
| País                           | Estimativa de vidas salvas por ano |
| ------------------------------ | ---------------------------------- |
| República Democrática do Congo | 43.200                             |
| Mali                           | 16.400                             |
| Moçambique                     | 14.600                             |
| Zâmbia                         | 11.200                             |

Em abril de 2014, a DMI publicou resultados intermediários de um estudo controlado randomizado que está a realizar no Burkina Faso para provar que uma campanha de rádio sozinha pode reduzir a mortalidade de menores de cinco anos em 15,7%. A avaliação do RCT está a ser realizada pela Escola de Higiene e Medicina Tropical de Londres.

## Parcerias
A DMI é membro da The Partnership for Maternal, Newborn and Child Health. Os seus financiadores incluem o Wellcome Trust, a Planet Wheeler Foundation, a Mulago Foundation, o Departamento de Desenvolvimento Internacional do Reino Unido, The Life You Can Save, GiveWell, Unicef e Open Philanthropy Project. Financiadores anteriores incluem a Agência dos Estados Unidos para o Desenvolvimento Internacional e outros.

## Avaliações externas

### GiveWell
Em outubro de 2012, o avaliador de caridade GiveWell considerou a Development Media International como uma organização potencial a ser recomendada, mas decidiu contra isso por enquanto, dizendo que esperava retornar a uma avaliação mais profunda mais tarde.
Em 2 de maio de 2014, a GiveWell publicou uma postagem no blog de Holden Karnofsky discutindo os resultados de ensaios controlados randomizados recentemente lançados do DMI de Burkina Faso. Karnofsky escreveu: "Se os resultados - e os cálculos de custo-benefício da DMI - se mantiverem, a DMI poderia se tornar uma instituição de caridade de ponta da GiveWell com um "custo por vida (equivalente) salva" substancialmente melhor do que nossas principais instituições de caridade atuais. [...] No entanto, há muitas questões que precisaríamos analisar antes de determinar se esse é de fato o caso. Como tal, planeamos investigar minuciosamente a DMI este ano. Há alguma possibilidade de que decidamos recomendá-la no final deste ano civil, e alguma possibilidade de que, em vez disso, optemos por adiar a decisão de recomendá-la até ao próximo ano, quando os resultados finais do estudo (que esperamos dar uma imagem mais confiável do seu impacto) são divulgados."
Em outubro de 2014, a GiveWell publicou uma "revisão contínua" da Development Media International.
Em 1 de dezembro de 2014, a GiveWell anunciou as suas principais instituições de caridade e instituições de caridade de destaque para o ano. A DMI foi incluída entre as instituições de caridade de destaque, juntamente com o Programa Universal de Iodização de Sal da Global Alliance for Improved Nutrition, International Council for the Control of Iodine Deficiency Disorders e Living Goods.
Em junho de 2015, a GiveWell publicou uma atualização da sua revisão da DMI com correções que aumentaram a estimativa do custo por vida salva de 5.236 para 7.264 dólares (US$).

### Giving What We Can
A organização defensora do altruísmo eficaz Giving What We Can publicou uma postagem no blog sobre a DMI por Emma Howard em 27 de maio de 2014. Este foi o primeiro olhar da organização sobre a DMI. Anteriormente, a Giving What We Can havia mencionado o estudo controlado randomizado em andamento da DMI como um exemplo de randomização em escala nacional do mundo real.

### The Life You Can Save
A organização de altruísmo eficaz The LIfe You Can Save considera a DMI uma das suas instituições de caridade recomendadas. Em junho de 2020, The Life You Can Save Australia também adicionou a DMI à sua lista de instituições de caridade recomendadas.

## Recepção dos média
Will Snell da DMI apareceu num painel patrocinado pelo The Guardian (um jornal do Reino Unido) sobre carreiras em desenvolvimento internacional. Além disso, Roy Head, CEO da DMI, deu uma entrevista ao The Guardian.
Daniel Avis da Rádio SOAS entrevistou Roy Head, CEO da DMI, no Dia Mundial da Rádio para discutir o trabalho da DMI.